# Леськівська сільська рада (Черкаський район)
Ле́ськівська сільська́ ра́да — адміністративно-територіальна одиниця та орган місцевого самоврядування в Черкаському районі Черкаської області. Адміністративний центр — село Леськи.

## Загальні відомості
- Населення ради: 4 188 осіб (станом на 2001 рік)

## Населені пункти
Сільській раді підпорядковані населені пункти:
- с. Леськи

## Склад ради
Рада складається з 22 депутатів та голови.
- Голова ради: Бас Микола Федорович
- Секретар ради: Михно Петро Григорович

### Керівний склад попередніх скликань
| Прізвище, ім'я, по батькові | Основні відомості                                                        | Дата обрання | Дата звільнення |
| --------------------------- | ------------------------------------------------------------------------ | ------------ | --------------- |
| Олексенко Василь Іванович   | Сільський голова, 1956 року народження, член Української Народної Партії | 26.03.2006   | 31.10.2010      |
| Бас Микола Федорович        | Сільський голова, 1961 року народження, освіта вища, безпартійний        | 31.10.2010   |                 |

Примітка: таблиця складена за даними сайту Верховної Ради України

### Депутати
За результатами місцевих виборів 2010 року депутатами ради стали:

#### За суб'єктами висування
| Суб'єкт висування | Кількість обраних депутатів | %   |
| ----------------- | --------------------------- | --- |
| Самовисування     | 22                          | 100 |

#### За округами
| № округу | Прізвище, ім'я, по батькові      | Дата визнання обраним | Освіта             | Партійна приналежність                  | Відомості про обраного депутата                                                        |
| -------- | -------------------------------- | --------------------- | ------------------ | --------------------------------------- | -------------------------------------------------------------------------------------- |
| 1        | Коваль Микола Іванович           | 09.11.2010            | середня            | позапартійний                           | Черкаська районна рада, адміністратор господарського управління експлуатації приміщень |
| 2        | Назаренко Сергій Іванович        | 09.11.2010            | незакінчена вища   | позапартійний                           | Черкаський РЕМ, контролер                                                              |
| 3        | Вовченко Олександр Володимирович | 09.11.2010            | вища               | позапартійний                           | Леськівська загальноосвітня школа І-ІІІ ст., вчитель                                   |
| 4        | Нелезенко Микола Петрович        | 09.11.2010            | незакінчена вища   | позапартійний                           | АДС «ВАТЧеркасигаз», майстер                                                           |
| 5        | Попович Ольга Андріївна          | 09.11.2010            | незакінчена вища   | позапартійна                            | Леськівська сільська рада, спеціаліст по субсидіях                                     |
| 6        | Чорниш Катерина Іванівна         | 09.11.2010            | середня спеціальна | позапартійна                            | ПП «Агростройсервіс», замісник директора                                               |
| 7        | Михно Петро Григорович           | 09.11.2010            | вища               | член Української Народної Партії        | Леськівська сільська рада, секретар                                                    |
| 8        | Денисенко Ольга Іванівна         | 09.11.2010            | вища               | позапартійна                            | Леськівська загальноосвітня школа І-ІІІ ст., вчитель                                   |
| 9        | Кучмій Ніна Іванівна             | 09.11.2010            | незакінчена вища   | позапартійна                            | Черкаська ЦРЛ, медична сестра                                                          |
| 10       | Зеленько Ольга Михайлівна        | 09.11.2010            | середня            | позапартійна                            | ТОВ «Агро-Старт», начальник земельного відділу                                         |
| 11       | Радченко Микола Михайлович       | 09.11.2010            | вища               | позапартійний                           | ТОВ «Агро-Старт», агроном                                                              |
| 12       | Мигаленко Тетяна Василівна       | 09.11.2010            | вища               | позапартійна                            | Леськівська загальноосвітня школа І-ІІІ ст., заступник Директора                       |
| 13       | Глушкова Тетяна Олександрівна    | 09.11.2010            | вища               | позапартійна                            | Леськівська загальноосвітня школа І-ІІІ ст., вчитель                                   |
| 14       | Хабло Микола Михайлович          | 09.11.2010            | середня            | позапартійний                           | тимчасово не працює                                                                    |
| 15       | Юхименко Олена Анатоліївна       | 09.11.2010            | незакінчена вища   | позапартійна                            | ДНЗ «Чайка», бухгалтер                                                                 |
| 16       | Коваль Микола Васильович         | 09.11.2010            | середня            | позапартійний                           | ЛКП «Сільський сервісний центр», начальник дільниці водопостачання                     |
| 17       | Подоляк Наталія Іванівна         | 09.11.2010            | вища               | член Політичної партії «Сильна Україна» | Черкаський районний спортивний клуб ТСО України, викладач                              |
| 18       | Смертюк Петро Васильлович        | 09.11.2010            | вища               | позапартійний                           | ЧФ ЗАТ «Агріматко-Україна», директор                                                   |
| 19       | Куцевіл Микола Герасимович       | 09.11.2010            | незакінчена вища   | член Української Народної Партії        | Черкаський районний спортивний клуб ТСО України, директор                              |
| 20       | Шмиголь Наталія Миколаївна       | 09.11.2010            | незакінчена вища   | позапартійна                            | Леськівське ВЗ, листоноша                                                              |
| 21       | Собко Наталія Іванівна           | 09.11.2010            | вища               | позапартійна                            | ПП Собко, підприємець                                                                  |
| 22       | Муренко Василь Трохимович        | 09.11.2010            | вища               | позапартійний                           | ТОВ «Черкаськаптахофабрика», начальник транспортного відділу                           |